# Ecomuseo Casilino ad Duas Lauros
L'Ecomuseo Casilino "ad Duas Lauros" è un ecomuseo urbano sito nel municipio V della città di Roma, riconosciuto d'importanza regionale con determinazione del 7 ottobre 2019, n. G13389, della Direzione Cultura e Politiche Giovanili della Regione Lazio.

## Storia del progetto
L’Ecomuseo Casilino è un’istituzione di comunità fondata per promuovere la salvaguardia e valorizzazione di un vasto territorio urbano compreso tra Porta Maggiore a ovest, via Tor de' Schiavi a est, via Prenestina ad nord e via Tuscolana ad sud.
Nato nel 2012 come reazione a un tentativo di speculazione edilizia, l'Ecomuseo Casilino costituisce una risposta alternativa all'idea che i territori "fuori dal centro" siano spazi di risulta da cui predare risorse e marginalizzare in uno spazio anodino. Decine di associazioni e cittadini, coordinati dalla nascente Associazione per l'Ecomuseo Casilino ad Duas Lauros, promossero il blocco del progetto di valorizzazione immobiliare (il cosiddetto Piano Particolareggiato Casilino, variante al PRG promossa dall'allora giunta Alemanno) e di sostituire quella proposta distruttiva con la costruzione del primo Ecomuseo urbano della città consolidata. Il processo di contrasto trovò grande interesse nella cittadinanza, che promosse sia un'attività vertenziale legale allo sviluppo del piano particolareggiato, sia un tavolo di progettazione partecipata del piano di sviluppo locale e del modello interpretativo e di ricerca.
Il complesso palinsesto culturale rintracciato nell'area, confermò che non era possibile presupporre la creazione di un generico museo o di un "museo di quartiere" o "del territorio", ma era essenziale dotarsi di uno strumento flessibile, capace di articolare un discorso interdisciplinare che eleggesse il territorio a spazio museale in una prospettiva olistica. Essendo un patrimonio vissuto e agito dalla comunità, esigeva inoltre un’interfaccia capace di garantire la diretta partecipazione della cittadinanza alle azioni di salvaguardia e valorizzazione.
La presenza della triade “territorio”, “patrimonio”, “popolazione” fece naturalmente pendere la scelta sulla struttura ecomuseale, l’unica in grado di garantire il rispetto di queste esigenze.
Dalla fine del 2012 iniziò quindi un'attività di ricerca partecipativa volta all'individuazione dei temi di interpretazione e, parallelamente, un'attività di censimento collettivo delle risorse riconosciute come patrimonio locale. Nel frattempo l'attività di contrasto al progetto del Comune di Roma raggiunge il suo scopo e nel 2014 si iniziano le pratiche di blocco del Piano Particolareggiato Casilino che diventa ufficiale nel 2015 con il tombamento del progetto e la richiesta della formulazione di un nuovo piano.
Nel 2016 l'attività di ricerca viene completata e presentati i risultati in plenaria di fronte ad oltre 200 cittadini. Nell'estate del 2019 viene consegnato all'Assessorato all'Urbanistica del Comune di Roma il piano d'assetto dell'Ecomuseo Casilino, esito del processo di progettazione partecipativa, e l'Assessorato ha avviato una procedura di ascolto e condivisione sul tema.
Nel 2019 l'Ecomuseo Casilino con determinazione del 7 ottobre 2019, n. G13389, della Direzione Cultura e Politiche Giovanili della Regione Lazio, viene riconosciuto ufficialmente Ecomuseo di rilievo regionale. Nello stesso anno il progetto ottiene la menzione speciale al Premio Nazionale del Paesaggio.

## Territorio di riferimento
L'Ecomuseo Casilino si estende da Porta Maggiore (verso il centro) a via Tor de' Schiavi, dal parco archeologico di Centocelle (fronte via Casilina) fino a Villa Gordiani (fronte via Prenestina).

Carta tecnica regionale con indicazione dei confini dell'Ecomuseo Casilino ad Duas Lauros

Quest'area include l'intero "Comprensorio Casilino", a cui si aggiunge il Comprensorio di Centocelle, l’area dell’ex Snia Viscosa e inoltre le aree di continuità geologicamente e morfologicamente contigue. Questa perimetrazione include l'intero quartiere Prenestino-Labicano, parte dei quartieri Tuscolano, Collatino, Prenestino-Centocelle e le suddivisioni urbanistiche 6A (Tor Pignattara), 6B (Casilino), 6C (Quadraro), 6D (Gordiani), 7A (Centocelle).
Questo perimetro si sovrappone quasi integralmente all'area del comprensorio archeologico "ad Duas Lauros", dal nome dell'antico praedium (tenuta) di epoca imperiale, almeno nella parte compresa fra la basilica di Santa Croce in Gerusalemme, Porta Maggiore, via Prenestina e via Casilina. Secondo fonti antiche (Liber Pontificalis - 314 d. C.) quest'area era compresa nel Fundus Laurentum (o Laurentus), un possedimento imperiale di proprietà di Elena (madre di Costantino), che si estendeva dalla Porta Sessoriana (attuale Porta Maggiore) fino al Mons Gabus (da identificarsi con il mausoleo detto “Monte del Grano”, presso Piazza dei Tribuni) ed era compresa tra le vie Prenestina e Latina. L’area è attualmente ricada in parte del Municipio Roma V e in parte nel Municipio Roma VII.
In questo ambito territoriale vasto sono conservate aree che mantengono l'aspetto dell'Agro Romano antico, come il Parco archeologico di Centocelle, Villa De Sanctis, il parco Somaini, il parco delle Energie, il parco "Pier Paolo Pasolini", il parco di Villa Gordiani. Nel territorio sono presenti anche altre aree verdi (il fondo di Villa Sudrié e Mangoni, il cosiddetto "pratone" di via Maddaloni, l'area verde esterna a Villa De Sanctis) che però non sono nella disponibilità pubblica.
La perimetrazione si è basata sia sulle fonti ufficiali sia sulla memoria collettiva, le fonti orali e la "conoscenza" locale.
Il territorio è stato suddiviso in aree omogenee:
- Pigneto
- Prenestino-Largo Preneste
- Tor Pignattara/Marranella/Vigne Alessandrine/Villa Certosa
- Casilino
- Centocelle
- Quadraro vecchio
- Villa Gordiani

La perimetrazione dell'Ecomuseo Casilino è frutto di un processo partecipato con le comunità locali per il riconoscimento dei "confini" di uno spazio comunemente intesto come "casa" (l'Oikòs da cui deriva il prefisso "Eco" del nome).
Il processo è partito ovviamente facendo riferimento allo stato di fatto della configurazione urbanistica del Municipio Roma 5 ed in particolare la sua suddivisione in quartieri e in aree urbane. Lo studio delle fonti, le interviste, i laboratori che sono seguiti a questa primissima fase di definizione hanno confermato il sostanziale riconoscimento dell'area che va da Porta Maggiore a Viale Togliatti e dalla Via Prenestina alla Via Tuscolana, come uno spazio omogeneo per chi vi risiede. Pur nelle differenze la maggior parte dei cittadini hanno riconosciuto una contiguità spaziale e ideale fra le diverse aree urbane e i diversi quartieri, testimoniato dal naturale processo di "espansione" del confine: chi vive a Tor Pignattara tende ad estendere i confini fino a Largo Preneste, chi vive al Pigneto tende ad includervi anche l'area della Marranella, chi vive a Centocelle tende a considerare l'area del Casilino un'area contigua, chi vive al Quadraro vede l'area delle Vigne Alessandrine come "propria".
Questo mescolamento dei confini ricalca una sostanziale contiguità morfologica dell'area e uno continuità di paesaggio che viene riconosciuta dal Decreto del Ministero dei Beni Culturali ed Ambientali del 21 ottobre 1995, G.U. 20 febbraio 1996 nº 36 che individua un'area estesa e la denomina come Comprensorio Archeologico ad Duas Lauros. Tale area è, fra l'altro, perimetrata puntualmente dal PTPR della Regione Lazio, che imposta un vincolo paesaggistico e archeologico (adottato dalla giunta con atti nº 556 del 25/07/2007 e nº 1025 del 21/12/2007 ai sensi dell'art. 21,22,23 della legge Regionale sul paesaggio nº24/98) su tutta l'area.
Come già detto l'Ecomuseo Casilino ricalca i confini di questo Comprensorio Archeologico Ad Duas Lauros e li estende proprio in ragione del senso o meno di appartenenza ad una "casa" comune, ad un patrimonio "comune". Per tale motivo, rispetto al perimetro del DM/1995, il perimetro include anche aree come quella dell'Ex Snia Viscosa, della Stazione Prenestina, del Quadraro Vecchio oltre a includere tutto il Comprensorio di Centocelle e l'intero quartiere del Prenestino Labicano.

## Patrimonio culturale
Nel territorio dell'Ecomuseo Casilino sono presenti numerose evidenze archeologiche di età imperiale romana (I-III secolo), sia lungo l'asse viario delle due consolari (via Casilina e via Prenestina), sia nelle aree interne (Marranella, Certosa, Casilino, Vigne Alessandrine etc.). Per non parlare dell'immenso patrimonio custodito nell'area di Porta Maggiore. All'interno dell'area ecomuseale sono distinguibili almeno cinque parchi archeologici o caratterizzati da presenze archeologiche rilevanti:
- Parco del Torrione Prenestino
- Parco Archeologico di Villa Gordiani
- Parco Giordano Sangalli
- Parco di Villa De Sanctis
- Parco Archeologico di Centocelle

Cartografia Tecnica Regionale con l'individuazione delle diverse risorse di cultura materiale e immateriale che compongono il patrimonio dell'Ecomuseo Casilino ad Duas Lauros

Secondo il sito dell'Associazione Europea delle Vie Francigene (AEVF), il territorio ecomuseale è anche attraversato da almeno due cammini della via Francigena del Sud. Dal punto di vista del patrimonio risalente all'epoca medievale, possiamo sicuramente annoverare le varie torri che svettavano nell'intorno della campagna romana (Tor de' Schiavi, Torre di Centocelle o di San Giovanni, Torre del Quadraro etc.), nonché alcuni casali agricoli (basti pensare al Casale Rocchi in via Formia) e diversi rifacimenti presenti soprattutto nei monumenti più importanti (il Mausoleo di Sant'Elena, l'aula ottagonale di Villa Gordiani).
In epoca contemporanea, il territorio è stato il teatro della resistenza partigiana a Roma (in particolare nei quartieri di Tor Pignattara, Centocelle e Quadraro), mentre a cavallo tra le due guerre è stato approdo di migranti dal sud Italia e, più di recente, da tutto il mondo. Un processo di stratificazione sociale e che ha creato un caleidoscopio di culture locali e internazionali.
Più recentemente è diventato un centro d'eccellenza per gli amenti dell'arte di strada, in quanto ospita tre musei a cielo aperto di arte pubblica: Pigneto, Quadraro, Tor Pignattara e ora anche Centocelle.
Coerentemente all'impostazione ecomuseale, il patrimonio culturale (di cui quello detto sopra è una sintesi estremamente parziale) è stato sottoposto all'implementazione, valutazione, censimento e riconoscimento da parte delle diverse comunità residenti. Attraverso oltre 60 laboratori partecipativi, centinaia di ore di interviste e decine di seminari, convegni e lezioni, è stato possibile individuare sei diversi contesti patrimoniali:

### Patrimonio ambientale
Per quanto possa apparirci strano, Roma è una delle città più verdi d’Europa. Infatti grazie alla sua fitta rete di parchi la città disporre di un ampio territorio naturale.
All’interno del territorio dell’Ecomuseo Casilino Ad Duas Lauros, oltre ai parchi storici e alle aree protette, abbiamo numerosi spazi verdi “spontanei” non ancora urbanizzati: piccoli ma preziosi habitat, dove prosperano o vivono numerose specie vegetali o animali. Ville storiche, aree protette e spazi verdi a vegetazione spontanea costituiscono quella preziosa rete ecologica che rende il territorio dell’Ecomuseo Casilino ad Duas Lauros un’area di pregio sotto il profilo naturalistico.
Il progetto di mappatura è stato curato dal WWF Pigneto-Prenestino e successivamente dal team dell'Ecomuseo Casilino guidato dalla botanica Rossella Mortellare.

### Patrimonio antropologico
Il patrimonio antropologico dell'Ecomuseo Casilino ad Duas Lauros è difficile da definire, in quanto deve tener conto e comporsi delle tante vite e delle tante storie che nel tempo si sono sedimentate nello spazio trasformandolo in luogo.
  Ecomuseo Casilino ad Duas Lauros, EcomuseoWalk- Paesaggio antropologico, su YouTube.
Un luogo controverso ma vitale, dalla storia densa, eterogenea ma capace negli ultimi anni di un rinnovamento che poche altre periferie della Capitale sono state capaci di inventare, senza dimenticare il passato, ma anzi facendone tesoro per fare un salto in un futuro che ha portato questo pezzo di Roma, un tempo marginale, nel mondo. Un mondo non solo geografico, composto da molte realtà culturali diverse legate alle migrazioni recenti di uomini e donne che qui hanno fondato la loro nuova casa, ma anche il mondo della creatività, delle proposte culturali, delle sperimentazioni, dell'arte.
La nostra mappatura – tutt'altro che definitiva – intende far conoscere la ricchezza complessa dei luoghi e delle storie che compongono un territorio capace negli ultimi anni di un rinnovamento che lo ha portato a diventare un laboratorio di convivenza tra provenienze, storie e fedi religiose diverse. Allo stesso tempo vuole favorire un'esperienza di immersione in un patrimonio culturale, materiale e immateriale, di un territorio di frontiera da scoprire nei particolari del presente, nelle sue pieghe ibride degli spazi vissuti, così come negli sguardi sedimentati della storia. L'idea è quella di sviluppare una visione articolata che favorisca un dialogo di conoscenza con le diverse identità e voci, fluide, diasporiche e storiche, che si sono definite in questo luogo plurale, dove convivono vecchi e nuovi abitanti, spazi, pratiche.

### Patrimonio archeologico
Il territorio del Municipio Roma 5 è ricchissimo di siti archeologici, un'archeologia spesso visibile nei mausolei, acquedotti e ville ma per la stragrande maggioranza dei casi non visibile o inaccessibile.
  Ecomuseo Casilino ad Duas Lauros, EcomuseoWalk - Paesaggio archeologico (visibile e invisibile), su YouTube.
È proprio sul rilancio dell’esplorazione archeologica che si basa quindi la mappatura di questo patrimonio, che dal sito esposto o non esposto, nutrirà il visitatore non di nozioni ma di suggestioni, che derivano dalla possibilità di trasmettere, attraverso anche le nuove tecnologie, una diversa rappresentazione del dato. L’archeologia, d'altronde, ha perso contatto con il grande pubblico ed è quindi necessario riaprire un ponte tra quello che può ancora raccontarci una vestigia del passato attraverso anche le nuove tecnologie e un linguaggio autorevole ma colloquiale.
Pilastri di una nuova comunicazione del discorso archeologico che non punta ad una mera divulgazione ma all'ingaggio dell'interesse attraverso modalità nuove. La multidisciplinarità del contesto ecomuseale e della ricerca proposta, ben si adatta alla disciplina archeologica che su tale proprietà si fonda.
L'intreccio e l'incrocio dei percorsi e delle letture consente in maniera del tutto naturale di illustrare le stratificazioni cronologica e culturale delle risorse, riuscendo così a comunicare concetti fondanti la moderna archeologia ma sempre relegati a tabù, in quanto estremamente complessi da comunicare.

### Patrimonio artistico
Nel territorio ecomuseale esiste un patrimonio ricchissimo di street art da tutti conosciuto. Ma insieme all'arte pubblica diffusa c'è una rete di realtà artistiche, artigianali e creative che dialoga con un tessuto associativo vivo e fecondo.
  Ecomuseo Casilino ad Duas Lauros, EcomuseoWalk - Paesaggio artistico, su YouTube.
Questa sovrapposizione di livelli crea un unicum nel panorama romano, in cui la dimensione "pubblica" e "comunitaria" della cultura assume livelli altrove impensabili. L'imprenditore culturale, l'associazione, il comitato, l'artista sono parte di un discorso condiviso che è costantemente in fieri.
Tale processo ha portato, nel tempo, alla costruzione di asset culturali di primissimo ordine che sono però sempre caratterizzati da una dimensione di partecipazione, coinvolgimento e sostegno comunitario che rende l'arte e la cultura prodotta nell'area sempre un discorso collettivo.

### Patrimonio enogastronomico
Partendo dall’area di Tor Pignattara è in corso la costruzione della mappa di comunità del paesaggio della cultura gastronomica dell’Ecomuseo, che appare come uno dei più densi e ricchi nel panorama romano e forse italiano.
La caratteristica peculiare, oltre alla quantità, è la presenza di una spiccata propensione regionalistica che abbraccia sia la cultura italiana sia quella cinese, bengalese, indiana, peruviana etc. Questa varietà comporta la necessità di ridefinire le categorie classiche, abbandonando l’idea di una cucina di stato, e introducendo invece il concetto di culture gastronomiche regionali dal mondo. Procedendo dai confini nazionali a quelli globali, infatti, riscontriamo un complesso palinsesto culinario che passa dalla cucina regionale nostrana (calabrese, molisana, abruzzese, pugliese e romana) alla cucina regionale delle altre comunità (cucina cinese della regione del Zhejiang Sheng, cucina indiana della regione del Rājasthān, cucina bengalese della regione di Dhaka etc). Niente di più globale e niente di più locale.
Ogni ristorante, pizzeria, gastronomia diventa la porta d’accesso per un viaggio nelle culture gastronomica regionale del mondo, rompendo il pregiudizio che vede nella cucina nazionale un monolite compatto, senza variazioni significative, standardizzato e standardizzante.

### Patrimonio del sacro
Tor Pignattara vanta un pluralismo religioso particolarmente ricco. Alle sei chiese cattoliche (che vedono un aumento delle presenze migranti) si aggiungono quattro “moschee”, sette chiese pentecostali, due templi indù, un tempio buddhista.
  Ecomuseo Casilino ad Duas Lauros, EcomuseoWalk- Paesaggio del sacro, su YouTube.
Questo panorama meriterebbe di essere valorizzato perché potrebbe costituire un importante vettore di integrazione sociale, in quanto permetterebbe la conoscenza delle fedi “altre” e favorirebbe il confronto tra residenti italiani e migranti. Al contrario alcune parti politiche e alcuni media non solo appiattiscono il pluralismo sull’opposizione tra cattolicesimo e islam ma lo strumentalizzano per “inventare” e sostanziare il carattere conflittuale del quartiere.
La conoscenza e il contatto diretto con i protagonisti delle confessioni con cattoliche permetterebbero di combattere alcuni pregiudizi e rovesciare gli stereotipi.

### Patrimonio storico contemporaneo
Il quartiere popolare di Tor Pignattara è sorto agli inizi del Novecento attorno all'antico fosso della Marranella ad opera di edili, artigiani e commercianti immigrati nella nuova capitale in cerca di fortuna.
  Ecomuseo Casilino ad Duas Lauros, EcomuseoWalk- Paesaggio della storia del 900, su YouTube.
Dalle voci e dalle memorie dei suoi abitanti emergono i particolari della vita di ogni giorno sotto il regime fascista e negli anni del conflitto mondiale, fino ai mesi drammatici e violenti dell'occupazione nazifascista e della lotta per la liberazione. Una mappa che è una ricerca collettiva delle origini di un insediamento spontaneo, luogo di frontiera per molti, da sempre laboratorio di sperimentazione di convivenza e solidarietà.

### Patrimonio urbanistico e paesaggistico
Il patrimonio paesaggistico e urbanistico si articola tra città e campagna romana nel settore est di Roma, nell'intero perimetro dell'Ecomuseo Casilino.
  Ecomuseo Casilino ad Duas Lauros, EcomuseoWalk- Paesaggio urbanistico, su YouTube.
In questo territorio vasto si riscontrano numerose risorse paesaggistiche (Parco di Villa Gordiani, Villa De Sanctis, parco di Centocelle) e urbanistiche (vie consolari Casilina e Prenestina, quartiere dei villini di via Formia, borgate, chiese, monumenti, punti di riferimento come il Mausoleo di Sant’Elena, il Cinema Impero, piazze, luoghi d’incontro, ecc) e si possono ancora ammirare scorci di campagna romana all’interno del tessuto urbano (agro romano, casali, torri, ville).
Tutto ciò si relaziona al tema-ricerca dell’Ecomuseo Casilino per il fatto che il paesaggio ed il contesto urbano contemporanei sono il frutto, nel tempo, dell’opera dell’uomo che ha stratificato nel territorio le sue azioni.

## I percorsi

Carta Tecnica Regionale con l'individuazione dei diversi percorsi culturali e naturalistici dell'Ecomuseo Casilino ad Duas Lauros

I laboratori partecipativi nei vari quartieri dell'Ecomuseo Casilino, hanno portato quindi a un processo di "riconoscimento del territorio" e di "patrimonializzazione partecipata". All'interno di queste sessioni di co-progettazione dello spazio ecomuseale, sono stati individuati sette percorsi che consentono l'interpretazione, la narrazione e la fruizione della complessità del patrimonio territoriale:
- Antropologia, comunità e pratiche sociali
- Archeologia visibile e invisibile
- Archeologia Prenestina e Labicana
- Arte pubblica e comunità
  - Il Museo a cielo aperto del Pigneto
  - Il Museo a cielo aperto del Quadraro Vecchio
  - Il Museo a cielo aperto di Tor Pignattara
- I luoghi del cinema
- Natura urbana
- Le forme del sacro nell'Ecomuseo Casilino
- Il contemporaneo tra storia e memoria
  - I luoghi della Grande Guerra
  - I luoghi della Resistenza e la linea delle "Pietre d'inciampo"
  - I luoghi della partecipazione e dell'impegno politico
- Tra campagna e città, da urbano e rurale
  - Campagna e parchi urbani
  - Il paesaggio dell'acqua
  - I modi dell'abitare urbano

### Antropologia, comunità e pratiche sociali
Luoghi della comunità ma anche della narrazione collettiva e della trasformazione. Spazi dell'identità protetta e dell'identità in costruzione, dello scambio, del conflitto, della memoria e della nostalgia. Un palinsesto di storie, immaginari, tradizioni, credenze, ricerche personali e collettive che compongono un mosaico di un territorio in costante evoluzione. Il percorso è stato prototipato a Tor Pignattara e sono in corso le ricerche propedeutiche a sviluppare nuovi percorsi nell'area di Centocelle e Villa Gordiani.
- La borgata della Marranella
- Modi di abitare
  - Marranella: l'edilizia spontanea, vita sociale e presa in cura della strada
  - Certosa: l'edilizia spontanea, le case basse, il villaggio nella città
- Religiosità popolare
  - edicola sacra della Madonna Immacolata alla Marranella
  - edicola sacra della Madonna del Divino Amore alla Marranella
  - edicola sacra della Madonna Immacolata
- Religiosità popolare alla Marranella: Edicola sacra della Madonna del Divino Amore
- Religiosità popolare alla Certosa: Edicola sacra della Madonna Immacolata
- Scuola elementare "Carlo Pisacane"
- Cinema Impero
- Il cuore di Tor Pignattara: piazza della Marranella
- Tor Pignattara: memorie, nostalgia e relazioni
- Il Cannone/Il Monumento
- I luoghi "invisibili"
  - Il "Giro dell'Anello"
  - Il "Cinema Avorio" e i cinema scomparsi di Tor Pignattara
- Cucina indiana bangladese:
  - il ristorante Eurobangla
  - il ristorante Banglar Shaad
- Saloni di bellezza femminili a Tor Pignattara:
  - La depilazione delle sopracciglia a filo
  - Tecniche di pittura con henné sul corpo nella comunità bangladese
  - Tecnica di pettinatura a treccia presso la comunità bangladese
- Villa De Sanctis

### Archeologia visibile e invisibile
Un viaggio nell'archeologia del territorio tra patrimonio visibile e invisibile.
- Archeologia visibile
  - Porta Maggiore
  - La basilica sotterranea di Porta Maggiore
  - Il torrione Prenestino
  - Colombario di Largo Preneste
  - Mausoleo di Villa Gordiani
  - Tor de' Schiavi
  - Mausoleo di Sant'Elena
  - Catacombe dei Santi Marcellino e Pietro
  - Acquedotto alessandrino
  - Acquedotto Claudio
- Archeologia invisibile o non accessibile
  - Sepolcro di via Erasmo Gattamelata
  - Ipogeo del Parco delle Energie
  - La grotta dei Greci
  - Terme di largo Irpinia
  - Colombario di via Arce
  - Colombario di via Olevano Romano
  - Basilica Costantiniana Ad Duas Lauros
  - Ipogeo di Villa Cellere
  - Catacombe ebraiche della via Labicana
  - Necropoli di Villa Certosa
  - Tracciato antico della via Labicana
  - Le ville imperiali del Parco Archeologico di Centocelle

### Archeologia prenestina e labicana
Lungo il tracciato storico della via Prenestina, di origine protostorica, e della via Labicana sono presenti numerosi beni archeologici sia in elevato sia attualmente invisibili.
- Archeologia prenestina
  - Porta Maggiore
  - La basilica sotterranea di Porta Maggiore
  - Il torrione Prenestino
  - Sepolcro di via Erasmo Gattamelata
  - Ipogeo del Parco delle Energie
  - Colombario di Largo Preneste
  - La grotta dei Greci
  - Mausoleo di Villa Gordiani
  - Tor de' Schiavi
- Archeologia labicana
  - Porta Maggiore
  - Acquedotto Claudio
  - Necropoli di Villa Certosa
  - Catacombe ebraiche della via Labicana
  - Mausoleo di Sant'Elena
  - Basilica Costantiniana Ad Duas Lauros
  - Catacombe dei Santi Marcellino e Pietro
  - Ipogeo di Villa Cellere
  - Tracciato antico della via Labicana
  - Acquedotto Alessandrino
  - Le ville imperiali del Parco Archeologico di Centocelle

### Arte pubblica e comunità
Un viaggio nell'arte muraria pubblica nei tre quartieri che hanno visto esplodere il fenomeno dell'arte di strada. Quadraro, Tor Pignattara e Pigneto sono le aree dell'Ecomuseo Casilino in cui è possibile esplorare veri e propri musei a cielo aperto che impreziosiscono interi palazzi, pareti cieche e muri pubblici. Percorso realizzato grazie alla collaborazione della Galleria Wunderkammern, Progetto M.U.Ro e Muri Sicuri.
- Museo a cielo aperto del Pigneto
  - 2501 - Via de Magistris 15 Produzione Wunderkammern
  - Carlos Atoche, Via Prenestina 126
  - Andrea Cardia, Via Luchino dal Verme 8
  - Carlos Atoche, Via Antonio Raimondi
  - Aloha Oe, Via del Pigneto 126
  - Murales del Parco delle Energie, Via Prenestina 173
  - Maupal, Via Fanfulla da Lodi 41
  - Mr. Klevra, Via Fanfulla da Lodi 56
  - Omino 71, Via Fanfulla da Lodi 62
  - Luis Albert Alvarez, Via Fanfulla da Lodi 1A
  - I murales del Santa Caterina della Rosa
  - Blu, Ex Snia Viscosa, via Prenestina
- Museo a cielo aperto del Quadraro
  - Diavù "Art Pollinates Quadraro" (2010/2011) - via dei Lentuli
  - Gary Baseman "Buckingham Warrior (for Q44)" (04/2012) - Largo dei Quintili
  - Lucamaleonte "Nido di Vespe" (04/2014)
  - Nicola Alessandrini, Lisa Gelli & Diavù (04/2012) - Piazza dei Tribuni
  - Diavù "Quadraro People" (2010/2011) - via dei Lentuli
  - Zelda Bomba (08/2012) - via dei Lentuli
  - Malo Farfan (10/2012)
  - Dilkabear & Paolo Petrangeli (05/2014)
  - Gio Pistone (07/2012) - Tunnel del Quadraro, via dei Lentuli
  - Mr.Thoms (10/2012) - Tunnel del Quadraro, via Decio Mure
  - Alessandro Sardella "La Fenice" (11/2013)
  - Jim Avignon "Street Art" (07/2012) - via dei Pisoni
  - AAVV (Marco About, Alberto Corradi, Diavù, Massimo Giacon, Irene Rinaldi - 2011) - Parco dei Ciliegi, via Filippo Re
  - Beau Stanton (10/2013) - via dei Pisoni
  - Ron English (10/2013) - via dei Pisoni
  - Veks Van Hillik (08/2014) via dei Quintili 165
  - Finbarr DAC (09/2014) - via degli Ortenzi
  - Pepsy (Daniele Tozzi) "Il Codice" (10/2014) - via dei Quintili 263
  - Buff Monster (09/2015) - via dei Quintili 270
  - Diavù "Totòbolik" (12/2015) - via dei Quintili 11
  - Mauro Pallotta "Esodati" (02/2015)
- Museo a cielo aperto di Tor Pignattara
  - C215, Via Gabrio Serbelloni 153
  - Escif, Via Gabrio Serbelloni 127
  - Jef Aérosol, Via Gabrio Serbelloni 60
  - C215, Via Ciro da Urbino 12-14
  - C215, Via di Tor Pignattara 82
  - Ludo, Via Ciro da Urbino 33
  - Sten Lex, Via Ciro da Urbino 15
  - Aakash Nihalani, Via Galeazzo Alessi 257
  - L'Atlas, Via Galeazzo Alessi 209
  - Sten Lex, Via Francesco Baracca 11
  - Alexey Luka, Viale Acquedotto Alessandrino 22
  - Etam Cru, Via Lodovico Pavoni 178 Produzione: Galleri Varsi
  - Cinema Impero, Via Acqua Bullicante 121 Produzione: CdQ Tor Pignattara / MURO
  - Jef Aérosol, Via della Marranella 133
  - Jef Aérosol, Via Riccioli 24
  - Jef Aérosol, Via Riccioli 24
  - Jef Aérosol, Via della Marranella 100-102
  - Travascio, Tozzi, Gestafuture: Via della Marranella 105
  - Diavù, Lucamaleonte, Nicola Alessandrini: Via Acqua Bullicante 24
  - Agostino Iacurci, Via Oddi 6
  - Alice Pasquini - "It's a New Day", Via Ludovico Antinori
  - Walls, Largo Raffaele Pettazzoni
  - Walls, Via Casilina 395
  - Nicola Verlato, Via Galeazzo Alessi 215
  - Gestafuture, Via Casilna 528
  - AM, Via di Tor Pignattara 31
  - Etnik, Via B. Perestrello Produzione: Galleria Varsi
  - Lanzillotta-Roiz, Via Bertacchi
  - Dulk, Via Tempesta Produzione: Galleria Varzi
  - Carlos Atoche, Via della Marranella
  - Pure Evil - Via Galeazzo Alessi, 122
  - Herakut. Via Capua 11
  - Pure Evil - Via Bufalini angolo Via di S.Barnaba
  - Carlos Atoche - Via Pavoni 22a
  - Luis Alberto Álvarez - Via Pavoni, 24a
  - Drew+Contra - Via Natale Palli 3
  - Carlos Atoche - Via Pietro Rovetti 1
  - Diavù - Via Policastro 32
  - Solo - Via Policastro 36
  - Tellas - via Acqua Bullicante 110
- I luoghi del cinema

### Natura urbana
Una mappatura delle risorse naturali che prosperano all'interno del contesto urbano, all'interno di aree verdi, spazi naturali spontanee, vere e proprie oasi naturalistiche.
- Risorse faunistiche
  - Libellule (Parco delle Energie e del Lago ex Snia)
  - Riccio (Parco delle Energie e del Lago ex Snia, Villa De Sanctis)
  - Passero solitario (Parco delle Energie e del Lago ex Snia)
  - Picchio rosso maggiore (Parco delle Energie e del Lago ex Snia)
  - Ballerina bianca (Parco delle Energie e del Lago ex Snia)
  - Ballerina gialla (Parco delle Energie e del Lago ex Snia)
  - Nitticora (Parco delle Energie e del Lago ex Snia)
  - Biacco (Parco delle Energie e del Lago ex Snia)
  - Gallinella d'acqua (Parco delle Energie e del Lago ex Snia)
  - Lucciole (Parco delle Energie e del Lago ex Snia)
  - Tuffetto (Parco delle Energie e del Lago ex Snia)
  - Fagiano comune (Parco delle Energie e del Lago ex Snia)
  - Cormorano (Parco delle Energie e del Lago ex Snia)
  - Macaone (Parco di Centocelle)
  - Volpe rossa (Parco delle Energie e del Lago ex Snia)
  - Rampichino comune (Parco delle Energie e del Lago ex Snia)
  - Poiana (Parco delle Energie e del Lago ex Snia)
  - Falco pellegrino (Parco delle Energie e del Lago ex Snia)
  - Sgarza ciuffetto (Parco delle Energie e del Lago ex Snia)
  - Martin pescatore (Parco delle Energie e del Lago ex Snia)
  - Vanessa Atalanta (Parco delle Energie e del Lago ex Snia)
  - Gheppio (Parco delle Energie e del Lago ex Snia)
  - Germano reale (Parco delle Energie e del Lago ex Snia)
  - Folaga (Parco delle Energie e del Lago ex Snia)
  - Verdone (Parco di Villa Gordiani)
  - Cinciallegra (Parco di Villa Gordiani)
  - Parrocchetto monaco (Parco Filippo Teoli)
  - Cappellaccia (Parco di Centocelle)
  - Pispola (Parco di Centocelle)
  - Tordo bottaccio (Parco di Centocelle)
  - Pavoncella (Parco di Centocelle)
  - Saltimpalo (Parco di Centocelle)
  - Beccamoschino (Parco di Centocelle)
  - Rondini (Parco di Centocelle)
  - Rondone comune (Parco di Centocelle)
  - Volpe (Parco di Centocelle)
  - Codibugnolo (Parco di Villa De Sanctis)
  - Cinciarella (Parco di Villa De Sanctis)
  - Pettirosso (Parco di Villa De Sanctis)
  - Codirosso spazzacamino (Parco di Villa De Sanctis)
  - Fagiano (Parco di Villa De Sanctis)
  - Rondini (Parco di Villa De Sanctis)
  - Beccamoschino (Parco di Villa De Sanctis)
  - Airone bianco maggiore (Parco di Villa De Sanctis)
  - Gufo comune (Parco di Villa De Sanctis)
- Risorse botaniche e naturali
  - Lago Ex-Snia (Parco delle Energie)
  - Pineta (Parco Pier Paolo Pasolini)
  - Alberi di giuda (Parco Pier Paolo Pasolini)
  - Pioppo nero (Parco Filippo Teoli)
  - Tiglio (Parco Filippo Teoli)
  - Vilucchio bianco (Parco Filippo Teoli, Parco di Villa De Sanctis)
  - Ulivi (Viale della Primavera)
  - Sughera (Viale della Primavera, Villa De Sanctis)
  - Ficus carica (Parco Somaini)
  - Allium (Parco Somaini)
  - Querce (Parco Somaini)
  - Scarlina (Parco Somaini)
  - Albicocco (Parco Somaini)
  - Malvarosa (Parco di Centocelle)
  - Piantaggine lanciuola (Parco di Centocelle)
  - Ravanello Selvatico (Parco di Centocelle)
  - Scarlina (Parco di Centocelle)
  - Malva selvatica (Parco di Villa De Sanctis)
  - Serapias (Parco di Villa De Sanctis)
  - Narcisi (Parco di Villa De Sanctis)
  - Passiflora (Parco di Villa De Sanctis)
  - Viperina piantaginea (Parco di Villa De Sanctis)

### Le forme del sacro nell'Ecomuseo Casilino
- Chiesa di San Barnaba Apostolo alla Marranella
- Chiesetta del Mausoleo di Sant’Elena
- Chiesa dei Santi Marcellino e Pietro Ad Duas Lauros
- Parrocchia San Giuseppe Cafasso
- Parrocchia Santa Giulia Billiart
- Tempio buddhista cinese
- Hindu Puja Udjapon Parisad
- Chiesa Evangelica Pentecostale Revival
- Masjid e Rome
- Masjid e Quba
- Masjid e Umma
- Tor Pignattara Muslim Centre
- Movimento Missionario Mondiale
- Chiesa Pentecostale Dio è Amore
- Madonna della Capannuccia
- Om International Culture Association
- Filipino Evangelical Church

### Il contemporaneo tra storia e memoria

#### I luoghi della Resistenza e la linea delle pietre d'inciampo
Qui sono raccolte le risorse che costituiscono il paesaggio della storia e della memoria della seconda guerra mondiale e della lotta di Liberazione dal nazifascismo nei quartieri che fecero parte dell'VIII Zona di Resistenza. Oggi quel paesaggio emerge da alcuni elementi ancora ben visibili lungo le strade e sugli edifici, mentre in altri casi la memoria va cercata nell'invisibile, nel ricordo dei testimoni e nelle ricerche degli storici del territorio.
- Targa marmorea piazza della Marranella e Ex Commissariato di polizia
- Pietre d’inciampo ai 5 partigiani del partito comunista, operai presso il mobilificio di via dell’Acqua Bullicante 21.
- Pietra d’inciampo a Paolo Angelini, partigiano del partito comunista residente a Tor Pignattara in Via di Tor Pignattara 99.
- Pietra d’inciampo a Carlo Camisotti, partigiano del partito comunista residente a Tor Pignattara in Via Angelo Berardi 10.
- Pietra d’inciampo a Valerio Fiorentini, partigiano del partito comunista residente a Tor Pignattara in Via di Tor Pignattara 99.
- Pietra d’inciampo a Ottavio Capozio, partigiano di Bandiera Rossa, residente a Tor Pignattara in Via dell’Acquedotto Alessandrino 3.
- Antonio Roazzi, partigiano di Bandiera Rossa, residente alla Marranella in Via Grazioso Benincasa 28.
- Pietra d’inciampo a Guerrino Sbardella, partigiano di Bandiera Rossa, residente a Villa Certosa in Via dei Savorgnan 52.
- Pietra d’inciampo a Giordano Sangalli, partigiano di Bandiera Rossa, residente alla Marranella in Via dell’Acqua Bullicante 133.
- Parco Giordano Sangalli
- Edicola Madonna del Divino Amore
- Targa ai caduti di Bandiera Rossa

#### I luoghi della partecipazione e dell'impegno politico
I quartieri di Centocelle e Villa Gordiani sono stati laboratori politici di enorme importanza per la storia politica e sociale della città di Roma. Nati durante gli anni del fascismo come luoghi di emarginazione delle classi popolari, hanno poi vissuto il boom edilizio del dopoguerra, contribuendo al dibattito culturale e politico della lotta per la casa, del miglioramento delle condizioni di vita nelle aree periferiche, attraverso lo sviluppo dei servizi alla persona e alla comunità. Quartieri giovani, che negli anni Settanta e Ottanta videro l'impegno di ragazzi e ragazze uniti nei movimenti politici e nei collettivi, mentre si costituivano i primi comitati di quartiere rivolti al miglioramento degli spazi sociali. Non va dimenticato lo scontro politico fra movimenti di ideologia opposta, che lasciarono nei quartieri profonde ferite umane, individuali e collettive.
- Sezione del Pci di Villa Gordiani
- Festa dell’Unità di Villa Gordiani
- I locali occupati di Via Aquilonia
- Collettivo “Il Manifesto”
- Sezione PCI di Via dei Ciclamini
- Il Commissariato di polizia
- Omicidio di Alberto Giaquinto
- Il Giradischi
- Collettivo ISKRA poi Democrazia Proletaria
- Piazza dei Mirti
- Scuola elementare Fausto Cecconi
- Sezione di Avanguardia Operaia

#### I luoghi della grande guerra
I quartieri dell'Ecomuseo Casilino - che proprio negli anni del primo dopoguerra cominciarono a prendere forma metropolitana - custodiscono luoghi e opere per ricordare episodi e vittime della Grande Guerra. Una memoria, che all'inizio del '900, diventerà anche idea urbanistica, con la progettazione del cosiddetto "quartiere degli Eroi del Volo".
Tra il 1924 e il 1927 il Comune di Roma - divenuto Governatorato sotto il regime fascista - propose di realizzare un piccolo rione degli eroi e dei pionieri del volo nel quartiere suburbano di Tor Pignattara, lungo la destra di via Casilina. Le strade, tutte intitolate agli inventori dell'aeronautica e ai piloti-eroi morti durante la prima guerra mondiale, dovevano svolgere la funzione di quinte architettoniche, capaci di condurre i passanti allentrata dell'aeroporto di Centocelle, intitolato al più noto degli aviatori italiani: Francesco Baracca. Nella delibera comunale di istituzione delle strade è indicata anche la volontà di costruire una grande piazza - degli Aviatori appunto - forse nell'area tra via Casilina e via Carlo Della Rocca, dove oggi si trova il monumento ai caduti delle due guerre mondiali "Il Cannone". Le alterne vicende legate all'aeroporto di Centocelle e alla sede della Regia Aeronautica Italiana - trasferita nel 1931 nel nuovo palazzo del Castro Pretorio - ha favorito il progressivo venir meno di questo progetto urbanistico, di cui però rimane memoria nella toponomastica del quartiere.
- Il Cannone, Monumento ai caduti
- Francesco Baracca, via
- Angelo Berardi, via
- Arnaldo Ulivelli, via
- Oreste Salomone, via
- Orazio Pierozzi, via
- Francesco Zambeccari, piazza
- Gino Dall’Oro, via
- Giannino Ancillotto, via
- Amedeo Cencelli, via
- Pietro Rovetti, via
- Natale Palli, via
- Raimondo Marra, via
- Ugo Niutta, via
- Fausto Pesci, via
- Monumento ai caduti del Quadraro
- Aeroporto di Centocelle
- Targa a caduti di Porta Maggiore

### Tra campagna e città, da urbano e rurale
Le risorse, ossia i punti di interesse del territorio di questo percorso, si intrecciano in trame di significato, connotandolo e costituendo alcuni nodi cruciali, che oggi sono divenuti anche simboli del quartiere da recuperare per immaginare un futuro di questi luoghi.
- Villa Gordiani
- Parco Ciro Principessa
- Parco Roberto Almagià
- Parco Giordano Sangalli
- Villa De Sanctis
- Parco di Centocelle
- Casale Rocchi
- Casale Mengoni - D'Antoni
- Casale de Santis
- Casale Ambrogetti
- Casali di Vigna Silenzi
- Complesso di Villa Sudrié
- Casale Somaini
- Casale Garibaldi
- Casale di Via Artena
- Mausoleo di Sant'Elena
- Parrocchia di Santi Marcellino e Pietro
- Parco Somaini
- Forte Prenestina (Anno 1880-84)
- Via Casilina

## Collegamenti
L'Ecomuseo Casilino ad Duas Lauros si trova a Roma nel Municipio Roma V ed è facilmente raggiungibile tramite diversi mezzi di trasporto.
Attualmente è dotato di due centri di interpretazione
- all'interno del centro Casa Scalabrini 634, in via Casilina 634, una struttura che promuove la promozione della cultura dell’incontro, dell’accoglienza e dell’integrazione tra rifugiati, migranti e la comunità locale attraverso l’incontro, il dialogo e le relazioni;
- all'interno della sede dello SPI-CGIL di viale Irpinia 70, un sindacato pensionati in cui è attivo lo sportello della memoria
- è in corso di finalizzazione il centro d'interpretazione presso la sede del Comitato di Quartiere di Tor Pignattara che sarà dedicato alla progettazione di comunità

Entrambi i centri sono visitabili secondo gli orari disponibili sul sito dell'Ecomuseo
L'Ecomuseo Casilino ad Duas Lauros interpreta in modo assai rigoroso il dettato ecomuseale e quindi non predispone un centro di esposizione del patrimonio, ma intende valorizzare quest'ultimo nel luogo in cui esso si manifesta. Per tale ragione sono messe a disposizione attività di visita guidata, esplorazione urbana e trekking da prenotarsi alla mail sopra indicata. In alternativa la visita al patrimonio locale (monumenti, musei d'arte di strada, parchi e ville) è libera ed eventualmente approfondibile online grazie alla piattaforma dei percorsi messa a disposizione dall'Ecomuseo e accessibile anche via smartphone. Nell'area di Tor Pignattara e Centocelle sono disponibili anche targhe illustrative del patrimonio locale realizzate dalla Rete d'Impresa dei due quartieri. Il contenuto delle tabelle del quartiere di Tor Pignattara sono state curate dall'Ecomuseo Casilino ad Duas Lauros e consentono tramite codice QR di collegarsi alla piattaforma dei percorsi.
Suggeriamo di raggiungere i diversi luoghi dell'Ecomuseo Casilino, attraverso mezzi sostenibili e pubblici, scoraggiando quindi l'uso del mezzo privato, in particolare:
- per l'accesso al territorio corrispondente le aree di Pigneto/Largo Preneste
  - il treno urbano Termini-Centocelle
  - la linea bus 105
  - la linea bus 51
  - la metro C (fermata Pigneto o Malatesta)
  - le linee tranviarie 19, 4 e 5
- per l'accesso al territorio corrispondente le aree di Tor Pignattara/Marranella/Vigne Alessandrine/Certosa/Casilino
  - il treno urbano Termini-Centocelle
  - la linea bus 105
  - la linea bus 409
  - la metro C (fermata Malatesta)
  - la metro A (fermata Arco di Travertino)
- per l'accesso al territorio corrispondente all'area urbana Quadraro Vecchio
  - la metro A (fermata Porta Furba/Quadraro)
- per l'accesso al territorio corrispondente all'area urbana Centocelle (quadrante storico)
  - il treno urbano Termini-Centocelle
  - la metro C (Parco di Centocelle, Mirti)
  - le linee tranviarie 19, 4 e 5
- per l'accesso al territorio corrispondente all'area urbana Gordiani
  - Metro C (fermata Teano)
  - le linee tranviarie 19, 4 e 5